# 阿尔布雷希特·齐默尔曼
阿尔布雷希特·菲利普·威廉·齐默尔曼（德語：Albrecht Philipp Wilhelm Zimmermann，1860年4月23日—1931年2月22日）是一位德国植物学家。他毕业于莱比锡大学，并担任了莱比锡大学和蒂宾根大学的植物学教授。他是一位植物学家和真菌和种子植物的收藏家，于1902年至1919年在印度尼西亚和坦桑尼亚工作。他于1896年移居印度尼西亚并研究应用植物学。在1902年，他移居非洲，加入了当年成立的阿曼尼研究所。在1920年第一次世界大战结束后返回德国。 

## 作品
- Der Kaffee, Deutscher Auslandsverlag, 1926, 204 p.
- Botanical microtechnique, 1893, (J·E汉弗莱翻译) 296 p.[4]

## 荣誉
他的名字被用来命名多个植物分类群，其中包括： 
- Zimmermanniella - 由保罗·克里斯托弗·亨宁斯于1902年发现的黑痣菌科中的一个真菌属。[5]
- Neozimmermannia - 由赛弗特·亨德里克·科尔德尔斯于1907年命名的一种真菌属，现为Colletotrichum gloeosporioides的异名
- Zimmermannia - 由费尔迪南德·阿尔宾·帕克斯于 1910 年发现，现为Meineckia的异名。[6]
- Zimmermanniopsis - 由艾伦·雷德克里夫-史密斯于 1990 年提出，现为Meineckia的异名。[7]